# Слобідка-Іванівка
Слобідка-Іванівка (рос. Слободка-Ивановка) — присілок в Рильському районі Курської області Російської Федерації.
Населення становить 58 осіб. Входить до складу муніципального утворення Студеноцька сільрада.

## Історія
Населений пункт розташований на території українського етнічного та культурного краю Східна Слобожанщина.
Від 2004 року входить до складу муніципального утворення Студеноцька сільрада.
За даними російських джерел населений пункт знаходиться під контролем ЗСУ 

## Населення
| 2002 | 2010 |
| ---- | ---- |
| 98   | ↘58  |